# Verkündigung
Verkündigung bzw. verkündigen ist das nachdrückliche Kundtun eines wichtigen Sachverhalts oder einer Aussage. Das Wort wird vor allem im Bereich der Religion verwendet und ist dort gleichbedeutend mit dem Weitergeben der religiösen Überzeugung (religiös formuliert: des Wortes Gottes) durch die Gläubigen (Zeugnis) bzw. die Priester (Predigt). Verwandte Begriffe sind Kerygma, Prophetie und Evangelium („frohe Botschaft“).
Mit „Verkündigung“ ist oft auch die Verkündigung der Empfängnis Jesu an Maria durch den Erzengel Gabriel gemeint, wie sie im Lukasevangelium geschildert wird.
Demgegenüber wird im Zusammenhang mit Prophezeiungen das Wort Verkündung verwendet. Werden Gerichtsurteile oder Gesetze öffentlich bekannt gemacht, handelt es sich ebenfalls um eine „Verkündung“.

## Verkündigung zur Weitergabe des Glaubens
Im Christentum wird als Verkündigung die Weiterverbreitung des Wortes Gottes, des Evangeliums (wörtlich „Gute Nachricht“) von Jesus Christus bezeichnet, wobei sein Leben, die Liebe Gottes, die Erlösung durch sein Sterben und die Auferstehung Jesu Christi im Mittelpunkt stehen.
Die Verkündigung des Reichs Gottes wurde von Jesus schon bei seinem ersten Auftreten in Galiläa nach der Verhaftung des Täufers begonnen (Die Zeit ist erfüllt, das Reich Gottes ist nahe, Mk 1,14 ). Er gab diesen Auftrag zur Glaubensverkündigung nach seiner Auferstehung an seine Jüngern weiter (Darum geht zu allen Völkern und macht alle Menschen zu meinen Jüngern; tauft sie auf den Namen des Vaters und des Sohnes und des Heiligen Geistes, Mt 28,19 ). Der missionarische Einsatz der frühen Christen trug wesentlich zur raschen Verbreitung des Christentums bei, obwohl er auch zu Christenverfolgungen führte.
Im außerkirchlichen Sprachgebrauch wird statt „Verkündigung“ in diesem Sinne eher das Wort Mission verwendet. Es beinhaltet allerdings auch begleitende Tätigkeiten wie Sozial- und Entwicklungshilfe, Angebote zur Bildung und ähnliches. Ebenso haben die Wörter Volksmission und Straßenmission die Verkündigung von Gottes Wort zum Hauptinhalt. Auch der Islam kennt Formen der religiösen Verkündigung, die sich allerdings von der christlichen in Inhalt, Methoden und Wortwahl deutlich unterscheidet.
Als Verkündigung im engeren Sinn wird die Predigt in einem Gottesdienst bezeichnet, vor allem im evangelischen Sprachgebrauch. Funktionell trifft dies ebenso auf die Lesungen und die Predigt im katholischen Gottesdienst (siehe Heilige Messe) und bei den Orthodoxen zu. In allen christlichen Konfessionen wird dies besonders an hohen Festtagen deutlich – etwa im Weihnachtsevangelium, wo der Engel das Wort an die Hirten richtet: Seht, ich verkündige euch eine große Freude, die allem Volk widerfahren wird! (Lk 2,10 ).

## Verkündigungserzählungen im Lukasevangelium
Im ersten Kapitel des Lukasevangeliums stellt der Evangelist zwei Verkündigungsgeschichten in paralleler Gestaltung dar: die Ankündigung der Geburt Johannes des Täufers an seinen Vater Zacharias und die Ankündigung der Geburt Jesu an Maria. Sie sind nach dem Vorbild einer alttestamentlichen Prophetenberufung aufgebaut:
1. Erscheinung des Engels
2. Erschrecken des Zacharias/der Maria
3. Zerstreuen der Furcht, Botschaft von der bevorstehenden Geburt
4. Einwand, Frage nach einem Zeichen
5. Ansage des Zeichens
6. Verstummen des Zacharias / Zustimmung der Maria

Die Darstellung folgt dem Motiv des Überbietens: Jesus, der Kleinere und Jüngere, überragt dennoch den Johannes. Dessen Eltern waren alt, Jesu Mutter jungfräulich. Zacharias wird wegen seines Einwandes stumm, Maria stimmt zu.

### Die Verkündigung an Zacharias

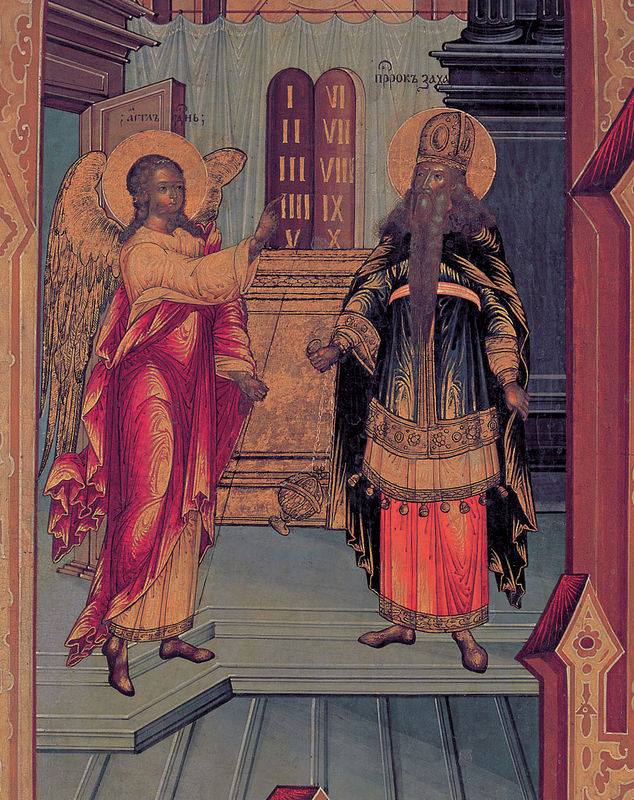
Die Verkündigung an Zacharias auf einer russischen Ikone (18. Jh.)

Im ersten Kapitel des Lukasevangeliums ist der erste Teil der Geburtsgeschichte Johannes des Täufers erzählt (Lk 1,5-22 ). Der Engel Gabriel kündigt dem greisen Zacharias während seines Priesterdienstes im Tempel zu Jerusalem die Geburt eines Sohnes an. Die Ehe mit seiner Frau Elisabeth war bis dahin kinderlos geblieben.
Der Engel erscheint dem Zacharias im Tempel, an der rechten Seite des Raucheropferaltars stehend. Zacharias erschrickt bei seinem Anblick.
Der Engel zerstreut seine Furcht mit den Worten: „Fürchte dich nicht, Zacharias! Dein Gebet ist erhört worden. Deine Frau Elisabet wird dir einen Sohn gebären; dem sollst du den Namen Johannes geben. Große Freude wird dich erfüllen, und auch viele andere werden sich über seine Geburt freuen. Denn er wird groß sein vor dem Herrn. Wein und andere berauschende Getränke wird er nicht trinken, und schon im Mutterleib wird er vom Heiligen Geist erfüllt sein. Viele Israeliten wird er zum Herrn, ihrem Gott, bekehren. Er wird mit dem Geist und mit der Kraft des Elija dem Herrn vorangehen, um das Herz der Väter wieder den Kindern zuzuwenden und die Ungehorsamen zur Gerechtigkeit zu führen und so das Volk für den Herrn bereit zu machen.“
Zacharias wendet ein: „Woran soll ich erkennen, dass das wahr ist? Ich bin ein alter Mann, und auch meine Frau ist in vorgerücktem Alter.“
Der Engel gibt sich als Gabriel zu erkennen, der beauftragt sei, dem Zacharias „diese frohe Botschaft zu bringen“. Wegen seines Zweifels werde aber Zacharias als Zeichen bis zur Geburt des Sohnes stumm bleiben.

### Mariä Verkündigung

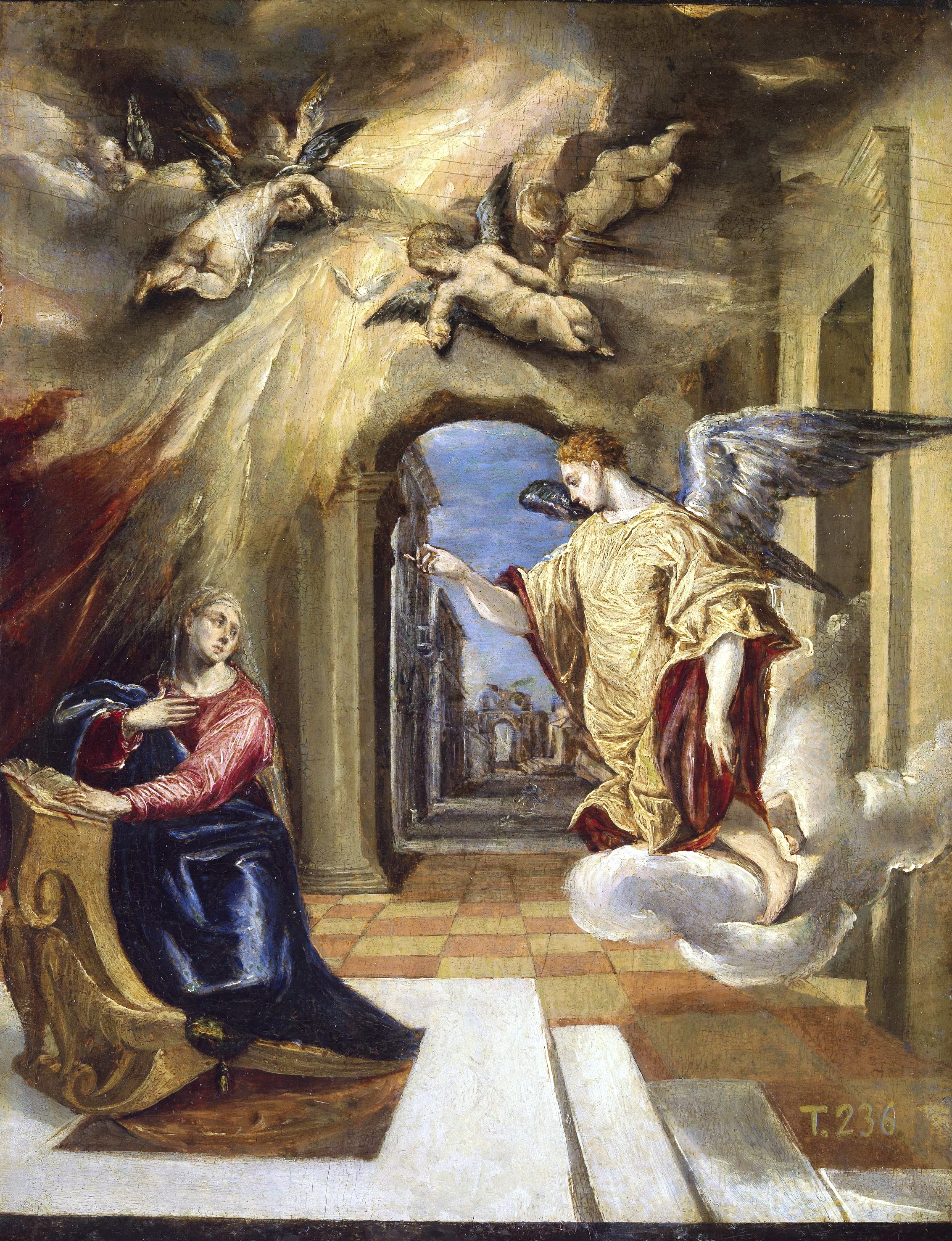
Die Verkündigung von El Greco, 1575

Als Marias Verwandte Elisabet im sechsten Monat mit Johannes dem Täufer schwanger ist, erscheint ihr der Engel Gabriel in Nazaret und verkündet ihr die Empfängnis ihres Sohnes Jesus Christus: „Fürchte dich nicht, Maria; denn du hast bei Gott Gnade gefunden. Du wirst ein Kind empfangen, einen Sohn wirst du gebären: dem sollst du den Namen Jesus geben. Er wird groß sein und Sohn des Höchsten genannt werden. Gott der Herr wird ihm den Thron seines Vaters David geben. Er wird über das Haus Jakob in Ewigkeit herrschen, und seine Herrschaft wird kein Ende haben.“
Und später: „Der Heilige Geist wird über dich kommen, und die Kraft des Höchsten wird dich überschatten. Deshalb wird auch das Kind heilig und Sohn Gottes genannt werden.“
Maria äußert zunächst Bedenken und Zweifel, willigt dann aber in das Verkündete ein.

## Verkündung von Rechtsnormen
In Deutschland werden Rechtsnormen über Verkündungsplattformen (online) oder Verkündungsliteratur (Verkündungsblätter) der Öffentlichkeit bekannt gemacht, beispielsweise
- im Kommunalrecht durch ortsübliche Bekanntmachung
- im Landesrecht durch ein Gesetz- und Verordnungsblatt, ein Amtsblatt (einzelne Behörden) oder Ministerialblatt (ressortbezogen)
- im Bundesrecht durch das Bundesgesetzblatt

### Notverkündung
In Sondersituationen wie der COVID-19-Pandemie kommen auch beispielsweise Lautsprecherdurchsagen oder einfache Online-Verlautbarung als Mittel der Notverkündung in Betracht.